# Corrente parassita
Le correnti parassite o correnti di Foucault o correnti di eddy (dall'inglese eddy: vortice) sono delle correnti indotte in masse metalliche conduttrici che si trovano immerse in un campo magnetico variabile o che, muovendosi, attraversano un campo magnetico costante o variabile.
In ogni caso è la variazione del flusso magnetico che genera queste correnti. Il fenomeno fu scoperto dal fisico francese Jean Bernard Léon Foucault nel 1851.
Il termine "eddy current" (letteralmente: correnti di vortice) deriva dal comportamento del remo quando lo si immerge nell'acqua e crea piccoli vortici mentre la barca avanza.

Correnti parassite (I, rosso) indotte in una piastra metallica (C) in movimento verso destra di un magnete stazionario (N). Il campo magnetico (B, verde) è diretto verso il basso. Le correnti generano il proprio campo magnetico (frecce blu) che produce una forza di resistenza che si oppone al moto.

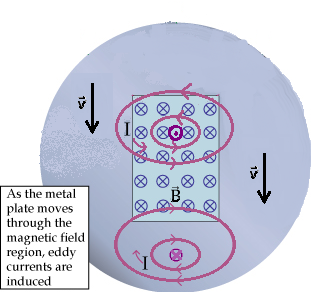

## Descrizione del fenomeno
Le correnti parassite sono causate dal movimento (o variazione) del campo magnetico che attraversa un conduttore. Il moto relativo genera la circolazione di elettroni, cioè corrente, nel conduttore, in accordo con la legge di Faraday. Questi elettroni muovendosi in vortici generano a loro volta un campo magnetico in direzione opposta alla variazione del campo magnetico applicato (vedi legge di Lenz).
Il fenomeno si accentua:
- con l'aumentare del campo magnetico applicato (se sinusoidale con il quadrato dell'ampiezza)
- con l'aumentare della conducibilità del conduttore attraversato dal campo magnetico
- con l'aumentare della velocità relativa tra campo magnetico e conduttore
- se il campo magnetico è variabile in modo periodico con l'aumentare della sua frequenza (se sinusoidale con legge proporzionale al quadrato della frequenza)

Esempio di laminazione per ridurre le correnti parassite (in verde il campo magnetico che attraversa il conduttore): in alto le correnti (tratteggiate) hanno un percorso maggiore; in basso la laminazione riduce i percorsi delle correnti

Nucleo di trasformatore laminato per ridurre le correnti parassite

In tal caso maggiore è l'intensità delle correnti vorticose che si sviluppano e più forte il campo magnetico che esse generano (e si oppongono al campo magnetico originario).
La corrente che si sviluppa nel conduttore ha una forma vorticosa perché gli elettroni sono soggetti alla Forza di Lorentz che è perpendicolare alla direzione degli elettroni stessi in movimento.
Quindi, essi ruotano alla loro destra, o sinistra, a seconda del senso del campo applicato e della variazione del campo in aumento o in diminuzione. La resistività del conduttore smorza queste correnti.
Le correnti parassite generano perdite di energia riscaldando il conduttore (Effetto Joule).
Questo fenomeno in molte applicazioni risulta negativo in quanto questa generazione di calore non ha nessun effetto utile. 
Ad esempio nei trasformatori e nei motori elettrici determina una diminuzione dell'efficienza.
Si possono attenuare queste perdite scegliendo un nucleo magnetico che abbia una bassa conducibilità (ad esempio: ferriti, acciaio al silicio) o suddividendo il nucleo magnetico in sottili strati, elettricamente isolati (laminazione).
In questo modo gli elettroni non possono attraversare lo strato isolante tra i lamierini e l'area racchiusa dal loro percorso viene ridotta.
Quindi più grande è il numero di lamierini per unità di superficie, paralleli al campo magnetico applicato, maggiore è la riduzione delle correnti disperse.
Non sempre le perdite per correnti parassite sono un fenomeno non voluto. Vi sono applicazioni che si basano su di esso (vedi, ad esempio, i forni ad induzione).

## Effetti collegati

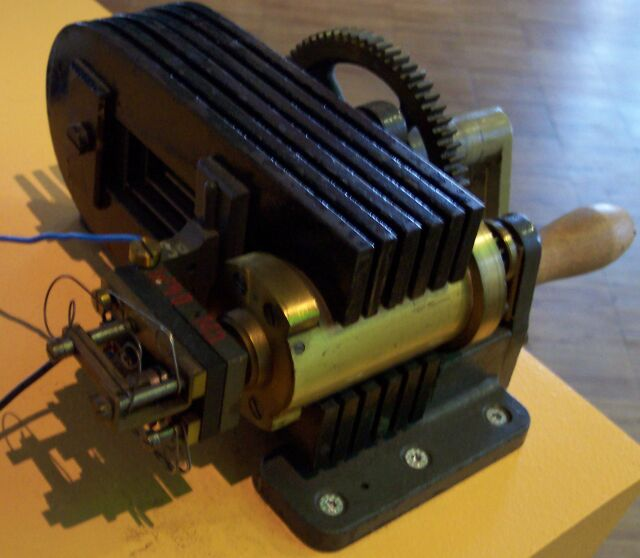
Piccolo generatore in cui è evidente la laminazione del nucleo (colore nero)

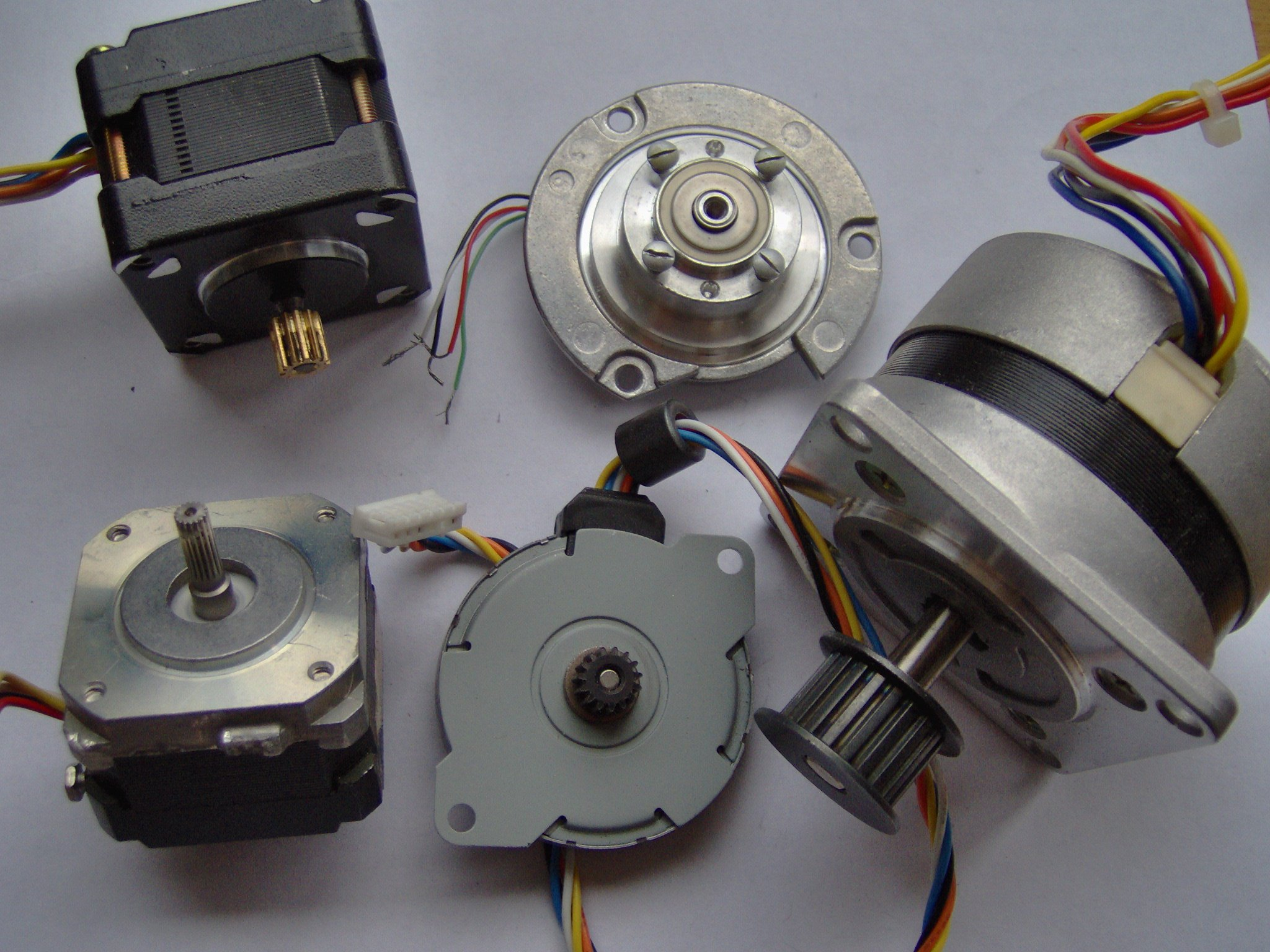
Motori passo passo in alcuni dei quali si intravede la laminazione del nucleo magnetico: motore di destra e motore in alto a sinistra (il nucleo laminato è la parte scura centrale)

Le correnti parassite sono la causa principale dell'effetto pelle nei conduttori che sono percorsi da correnti alternate.

## Applicazioni
- Freno magnetico usato sui treni e nelle attrazioni per parchi di divertimento. Nel primo caso, durante la frenata, alla ruota metallica viene applicato un campo magnetico mediante un elettromagnete che genera le correnti di dispersione nella ruota. Queste correnti trovano una resistenza nel fluire attraverso il metallo generando calore e questo aumenta l'attrito, permettendo frenature più intense con minore probabilità di slittamento delle ruote sui binari. Nel secondo caso si utilizzano magneti permanenti, attraverso i quali passa una lama di un metallo buon conduttore (rame o alluminio).
- Riciclo dei rifiuti: servono per separare le lattine di alluminio, inducendo in esse un campo magnetico.
- Superconduttori. In essi si generano correnti senza perdite. Le correnti di dispersione che si producono sono uguali ed opposte al campo magnetico esterno, quindi con risultante nulla, permettendo la levitazione magnetica.
- Test strutturali non distruttivi (NDT). Le correnti di dispersione sono usate comunemente per esami non distruttivi e per esaminare eventuali difetti in una grande quantità di strutture metalliche, ad esempio: scambiatori di calore, fusoliere e altre parti strutturali di aerei[1].
- Generare calore nei forni ad induzione.
- Cucine a induzione.
- Sistemi elettronici di riconoscimento delle monete (distributori automatici).
- Microfoni dinamici.
- Cercametalli.
- Sensori di prossimità.
- Luci per bicicletta.